# Emmanuel Lira
Emmanuel Lira (Ciudad Juárez Chihuahua) actor y guionista.

## Biografía
Emmanuel ha interpretado diferentes roles en TV entre ellos en la serie Durmiendo con mi jefe, Porque el amor manda, XHDRBZ, Fábrica de risas, y su show en Telehit, Que más da!, Es guionista de la serie “Hijos de su madre” para la plataforma de Claro Video, así como los sketches de comedia para el mundial Rusia 2018 en televisión Azteca, también escribió junto con Antonio Garci una nueva versión de la obra de teatro “Cleopatra metió la pata”, en donde además actuó con el personaje del Little César, con presentaciones en México, USA y Perú.  
Estudio en Casa de teatro y es egresado del (CEA) Centro de educación artística de televisa
Emmanuel creo sus propios shows, como Ruidos, vatos y locos,   Qué más da! en Telehit y Peliculeando en EstrellaTV,  En teatro ha participado en diversas puestas de escena entre ellas "Brokers" y "El sótano".

## Filmografía

### Televisión
- Hijos de su madre    ClaroVideo (2018-2020)... Bruno
- Que más da![8] Telehit  (2013-2014) .... Protagonista
- Maratón Telehit Telehit  (2014) .... Conductor
- Movie Parodiando Estrella TV  (2014).... Protagonista
- El show de Lagrimita y Costel   'Estrella TV'  (2014) .... Elenco base
- STANDparados (2013)  'Distrito Comedia .... Standupero programa 2
- Durmiendo con mi jefe Televisa (2013) ... Abel
- Porque el amor manda Televisa  (2012-2013) .... Melchor.
- La rosa de Guadalupe Televisa  (2012)....  Beto
- Historias Delirantes Estrella TV  (2011).... Jesus
- Plantados Unicable  .... Gamaliel
- XHDRBZ Televisa  .... La Gárgola del Monge Loco.
- Fábrica de risas Televisa  (2011) .... El cholito
- Así son ellas Televisa (2002).... Tito.
- Mujer, casos de la vida real   (2006).... Alejandro

## Teatro
- Cleopatra Metió la pata       (2018-2020)
- Ruidos, vatos y locos[9] (2006-2014).... Showcenter, Teatro de la comedia
- Brokers (2013)....  Teatro Aldama
- Tenorio Cómico (2013).... Teatro Blanquita
- El Sótano (1997).... Teatro Estudio Galerías

## Cine
- Los peluqueros (1993).... Miguel  (Imperial Films)
- Media Hora ( 1994) protagonista juvenil video musical de Amanda Miguel. Dir Benny Corral.